# ヘーベー
ヘーベー（古希: Ἥβη、古代ギリシア語ラテン翻字: Hḗbē）は、ギリシア神話の青春の女神である。元々、ヘーベーとは「若さ」、「青春（の美）」の意味で、青春が神格化された女神である。日本語では長母音を省略してヘベとも呼ぶ。

## 神話

### 概説
ゼウスとヘーラーの娘で、アレース、エイレイテュイアと兄妹。ヘーラクレースと結婚し、二柱の息子アレクシアレースとアニーケートスを生んだとされる。
『神統記』では黄金の冠を被り、黄金の沓を履くと描写されており、美術作品ではヘーベーは袖のないドレスを着ている美しい乙女の姿で表現されることが多い。酒杯と水差しを持ち、背中に翼を生やした姿で描かれることもある。

### ヘーラーの娘
ヘーラーの子供たちの中で、もっとも母親に愛された娘で、ヘーラクレースの誕生を遅らせて騙したことで怒ったゼウスはヘーラーを懲らしめるためにヘーベーを髪の毛で天上から吊るし上げてヘーラーの反省を迫ったことがある。ヘーベーは常に母親ヘーラーの傍にいるので、すべての女神の中で最も美しいといわれる。プラクシテレースによる偶像はアテーナーとヘーラーの娘ヘーベーが座ったヘーラーの傍に立っている。
また、ヘーベーはヘーラー・パイス（乙女のヘーラー）として、母ヘーラーに生き写しの処女であった。

### 仕事
オリュムポス山の神々の宴会における給仕係の役割を担い、青春を司る女神にふさわしく、神々の若さを保つための不死の霊薬であるネクタル（神酒）やアムブロシアーを出す役目を負っている。
ヘーベーは穏やかな女神で、オリュムポスのなかでも慎ましい役割をしている。神々の宴会で神酒（ネクタル）をついでまわる他に、宴会でアポローンの竪琴の演奏とムーサたちの歌声に合わせて、カリスたち、ホーラーたち、ハルモニアー、アプロディーテーとともに舞踊を舞ったりした。能天気な一面があり、前述する通りゼウスがヘーベーを天井から吊り下げた際、彼女は気にせず笑っていた。
絶世の美少年として知られるトロイアの王子ガニュメーデースがゼウスによって神々の給仕係に任命されたため、ヘーベーとヘーパイストスは任を解かれた。ヘーラクレースとの結婚に伴いヘーベーは給仕係を引退したともいわれる。一説には神々の宴会でヘーベーが過失のため、ゼウスの怒りを買い、その仕事を務められなくなった。神々はその代役としてガニュメーデースを選んだ。ヘーラーはこれに対しゼウスに抗議したが、ゼウスは応じることなく、ガニュメーデースの姿を天上に写してみずがめ座とした。
『イーリアス』ではヘーラーがオリュンポスから外出する際、ヘーベーは手早く黄金の戦車を配備し、アレースがディオメーデースと闘って負傷した際にアレースの入浴を手伝い傷口を洗っている。

### 人間への恩恵
英雄ヘーラクレースが入神した際、彼が人間であった時代に様々な嫌がらせをしてきたヘーラーは、最愛の娘ヘーベーをヘーラクレースの妻として与え、義理の息子とすることで、両者が和解したことを他の神々に納得させた。後に、ヘーラクレースの息子達がエウリュステウスに迫害を受けた際には、ヘーラクレースの従者にしてその息子達の庇護者だったイオラーオスを若返らせてエウリュステウスを討ち取るのに助力している。
その一方で、幼い者を成長させることも可能である。英雄アルクマイオーンがカリロエーと結婚する以前に結婚していたアルシノエーが、自身がアルクマイオーンと結婚した際に渡された結納品の宝物である首飾りを、カリロエーがアルクマイオーンに取り返させようとしたことを怒り、父ペーゲウスの息子たちにアルクマイオーンを殺させた。それを知ったカリロエーはペーゲウスを憎み、たまたま彼女と浮気しようと近づいたゼウスに自分の幼い子供達を大人にするように願う。それを聞き入れたゼウスはヘーベーを遣わして子供達を成長させ、子供達は父の敵を討った。
オウィディウスの『変身物語』によると、魔女メーデイアがヘカテーとヘーベーに祈りを捧げ、年老いたアイソーンを若返らせる魔術を行った。

## 信仰
ヘーベーはアテーナイのキュノサルゲスの神殿に、ヘーラクレース、アルクメーネー、イオラーオスと共に祀られていた。またプリウース市のアクロポリスにも聖所があった。このヘーベーの聖所は同市では最も尊崇され、祀られている女神はもともとガニュメーダーと呼ばれていたが、後にヘーベーと呼ばれるようになった。

## ローマ神話での対応
ローマ神話では、ユウェンタースをヘーベーに対応させた。

## ギャラリー

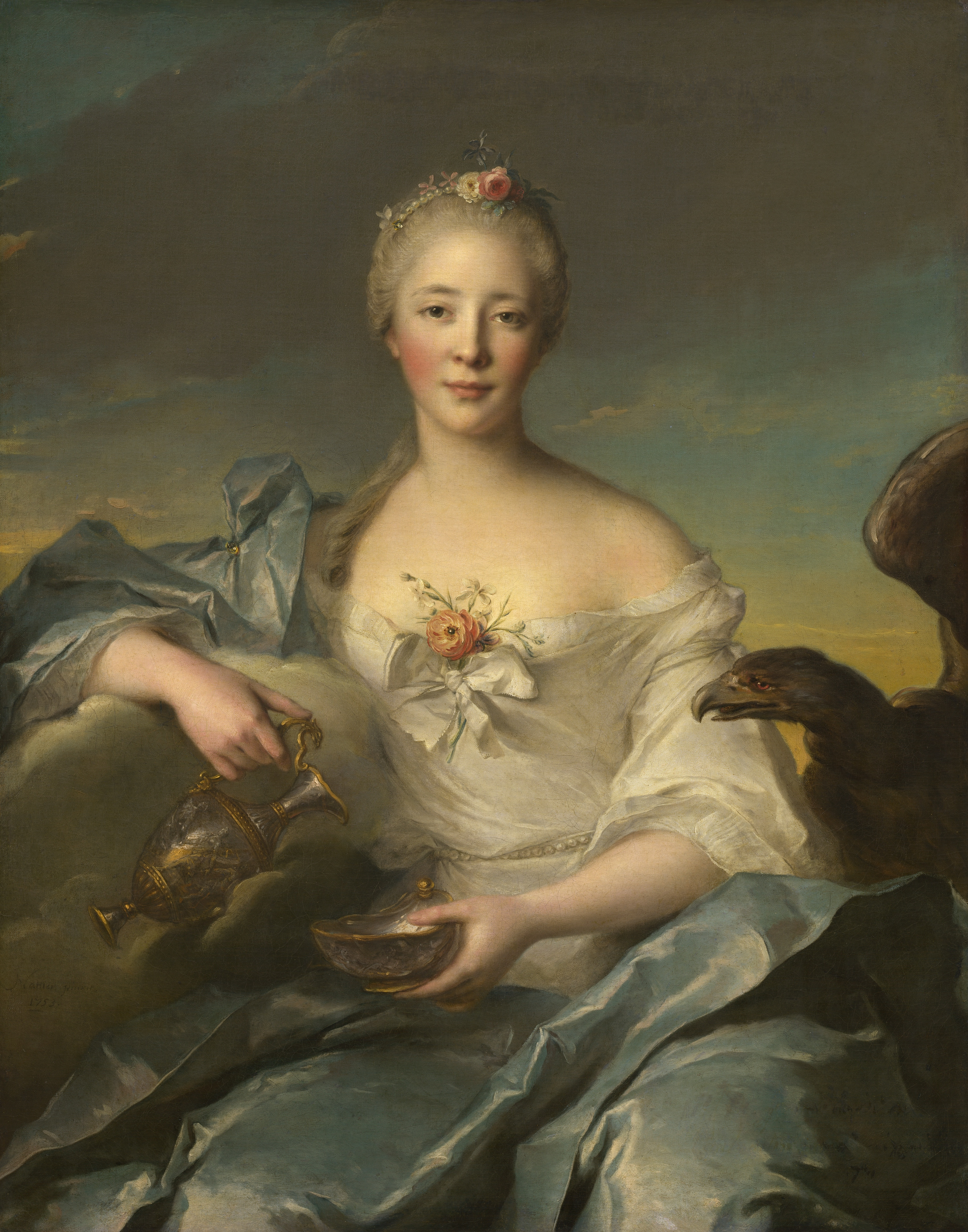
ジャン＝マルク・ナティエ『ヘベに扮するル・フェーヴル・デ・コーマルタン夫人』（1753年） ワシントン・ナショナル・ギャラリー所蔵
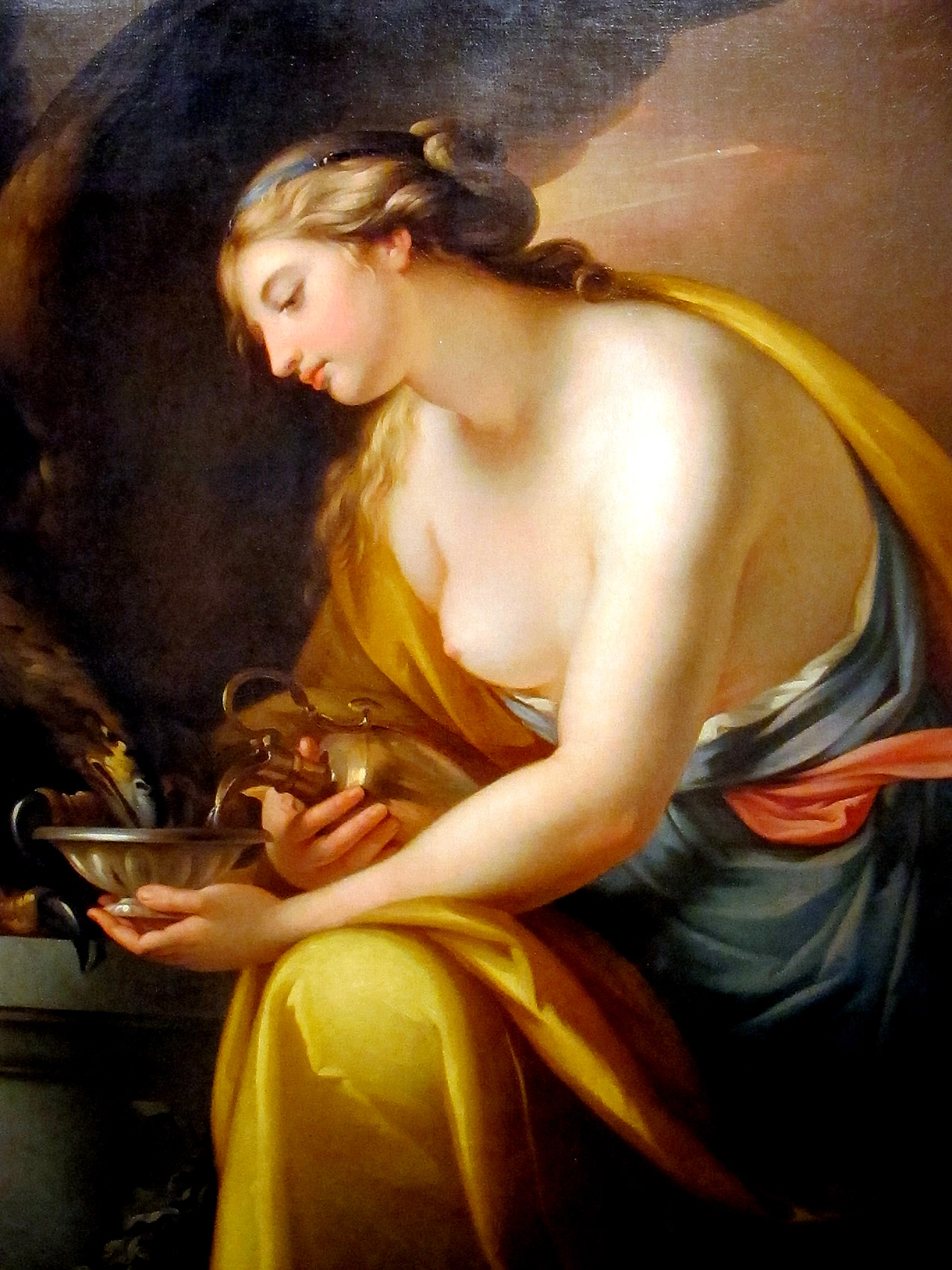
ギャヴィン・ハミルトン『ユピテルの鷲に飲物を与えるヘベ』（1767年） スタンフォード大学美術館（英語版）所蔵
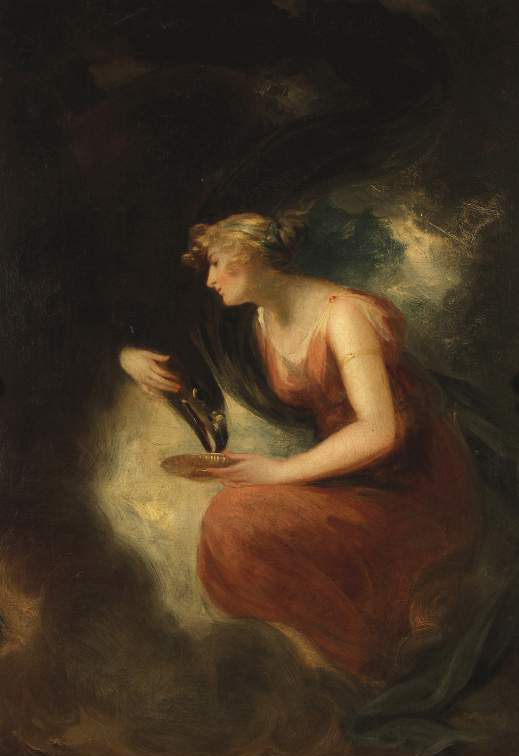
ウィリアム・ビーチー『ユピテルの鷲に餌を与えるヘベ』（18世紀） フィッツウィリアム美術館所蔵
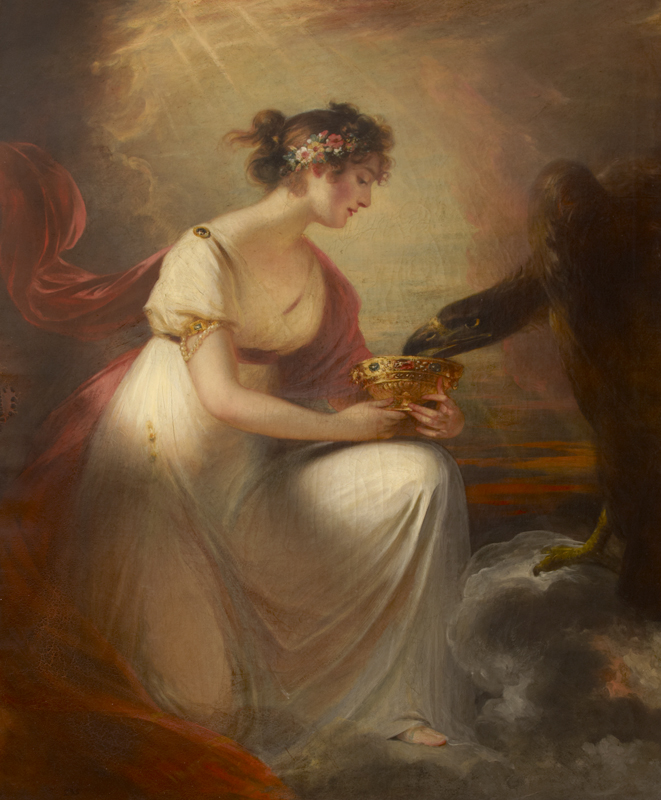
ウィリアム・ビーチー『ヘベに扮するバレル嬢』（1804年） ナショナル・トラスト所蔵
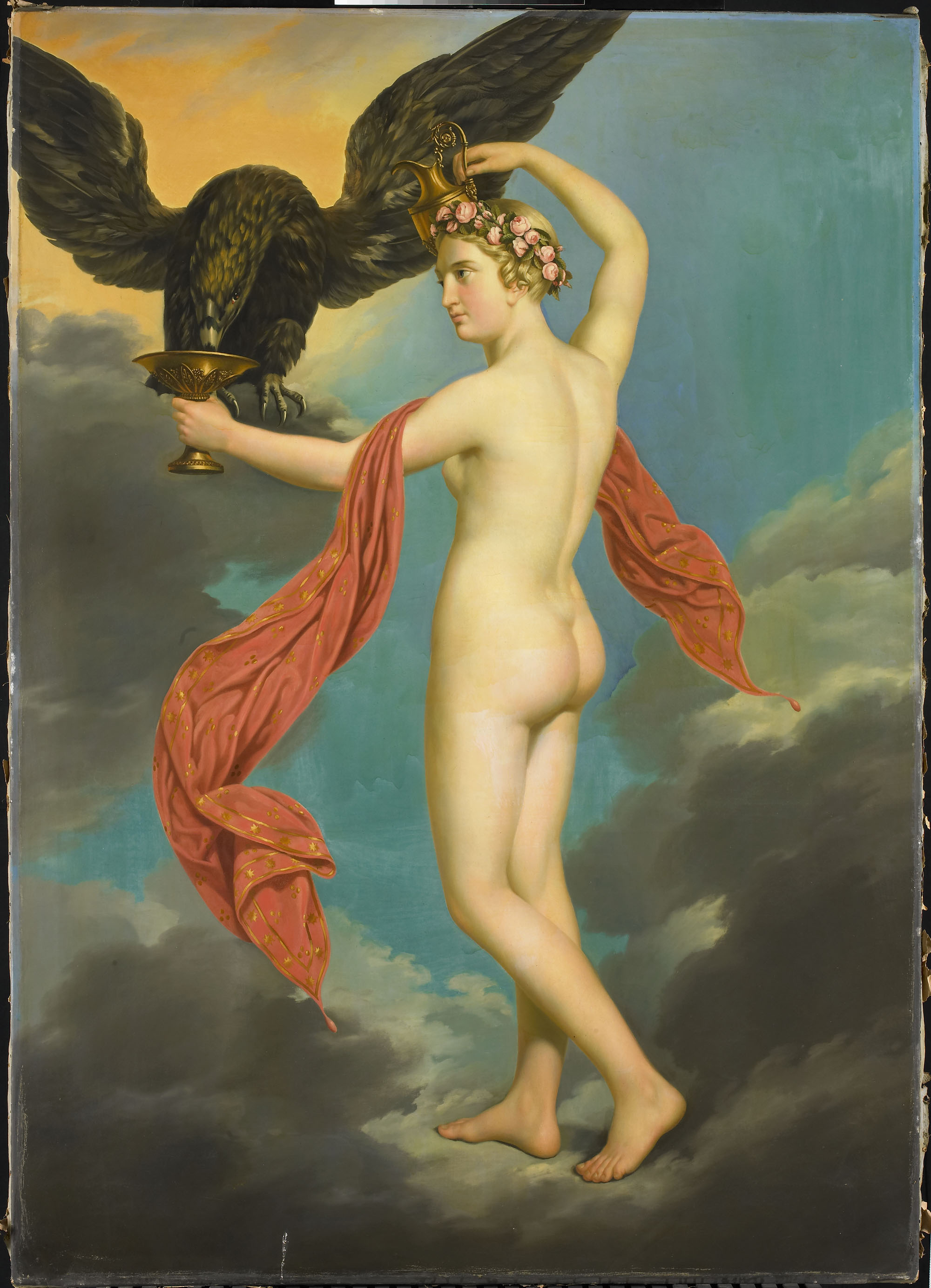
グスタフ・アドルフ・ディーツ『鷲に変じたユピテルとヘベ』（1826年） アムステルダム国立美術館所蔵
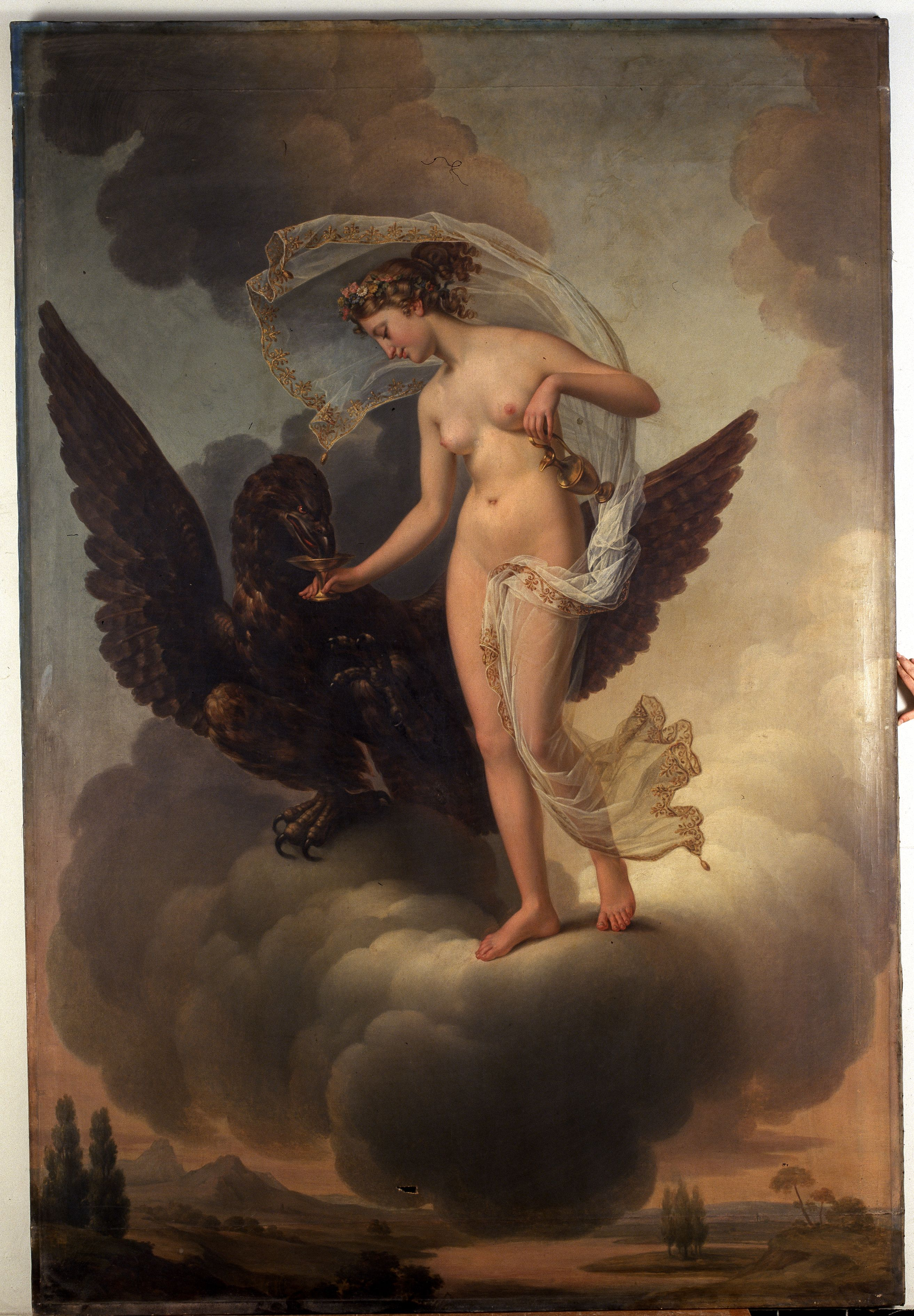
チャールズ・ピケ（英語版）『ヘベ』（1826年） ヘント美術館所蔵
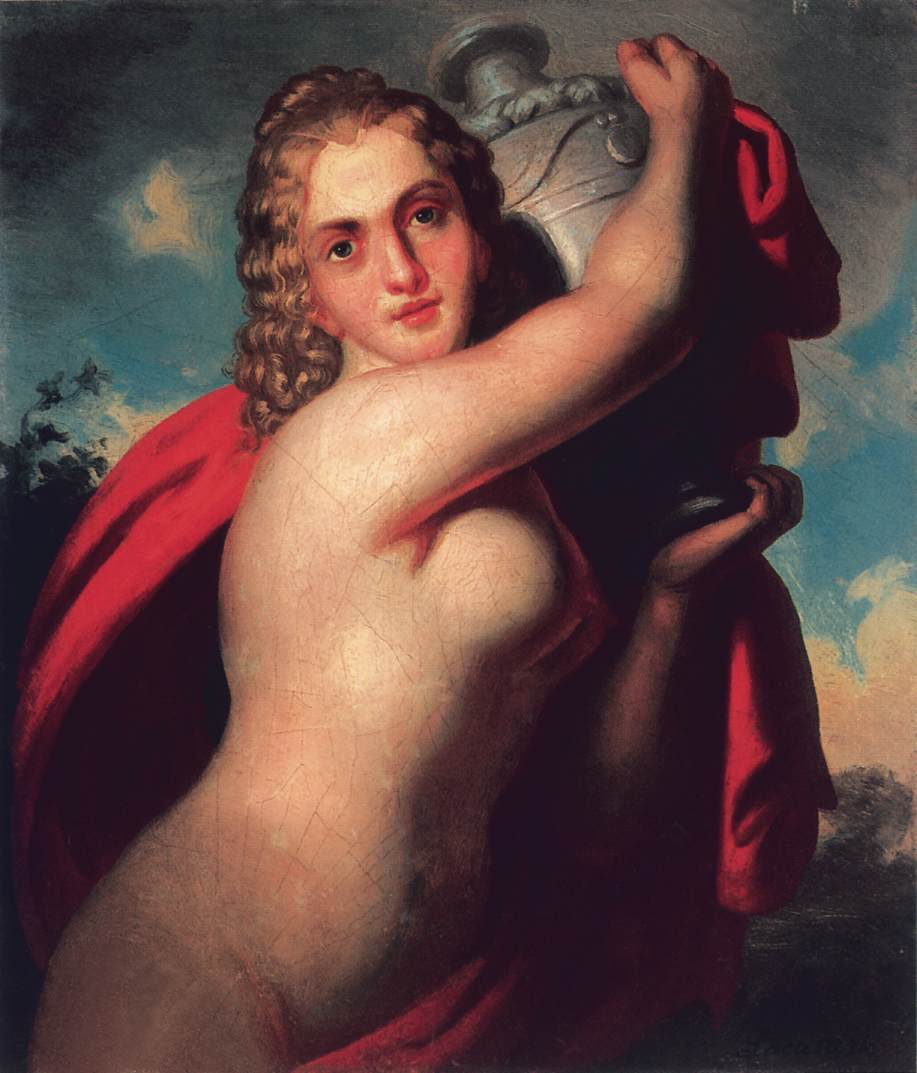
ディメター・ラカタリス（英語版）『酒壺を持つヘベ』（1830年頃） 個人蔵
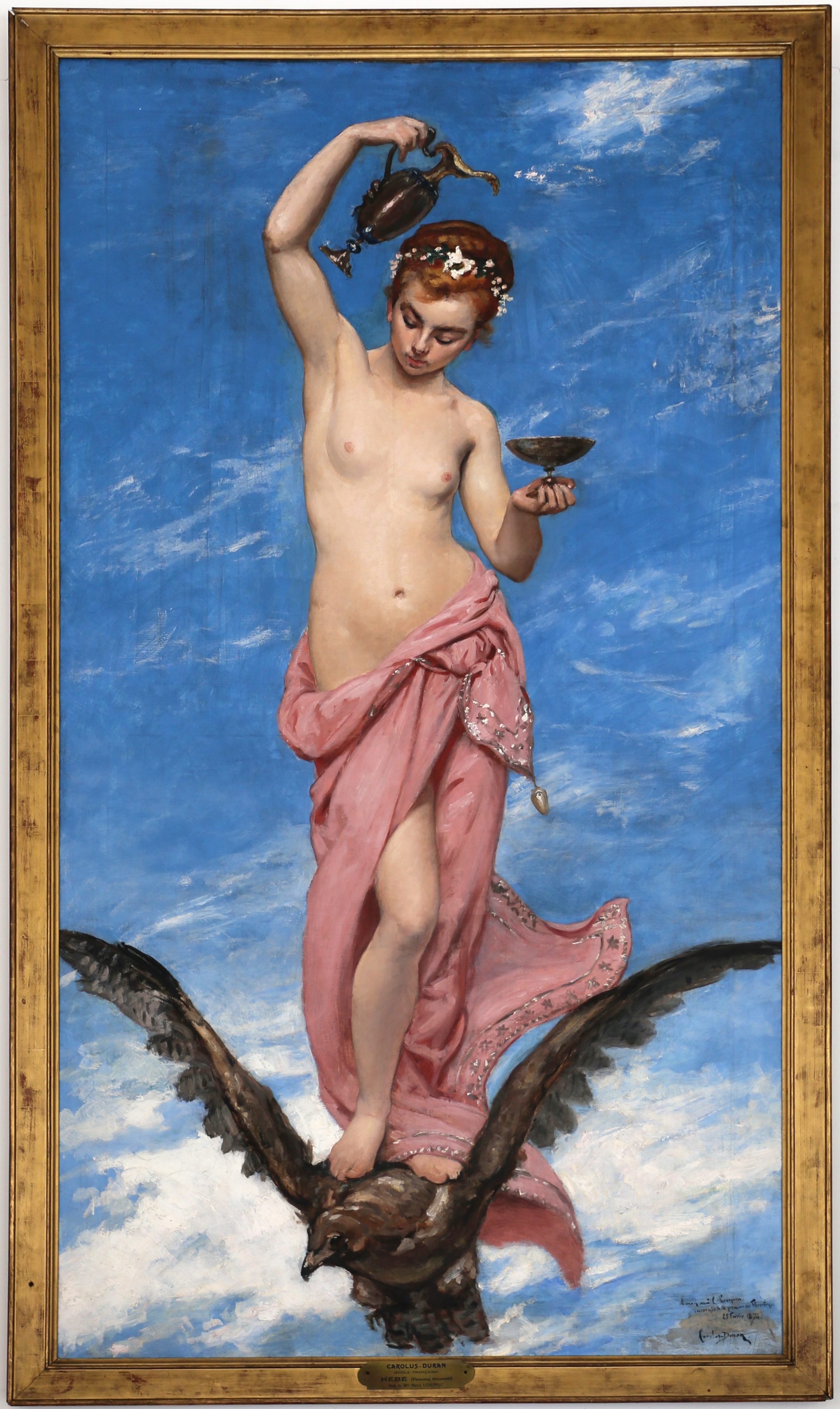
カロリュス＝デュラン『ヘベ』（1874年） リール宮殿美術館所蔵
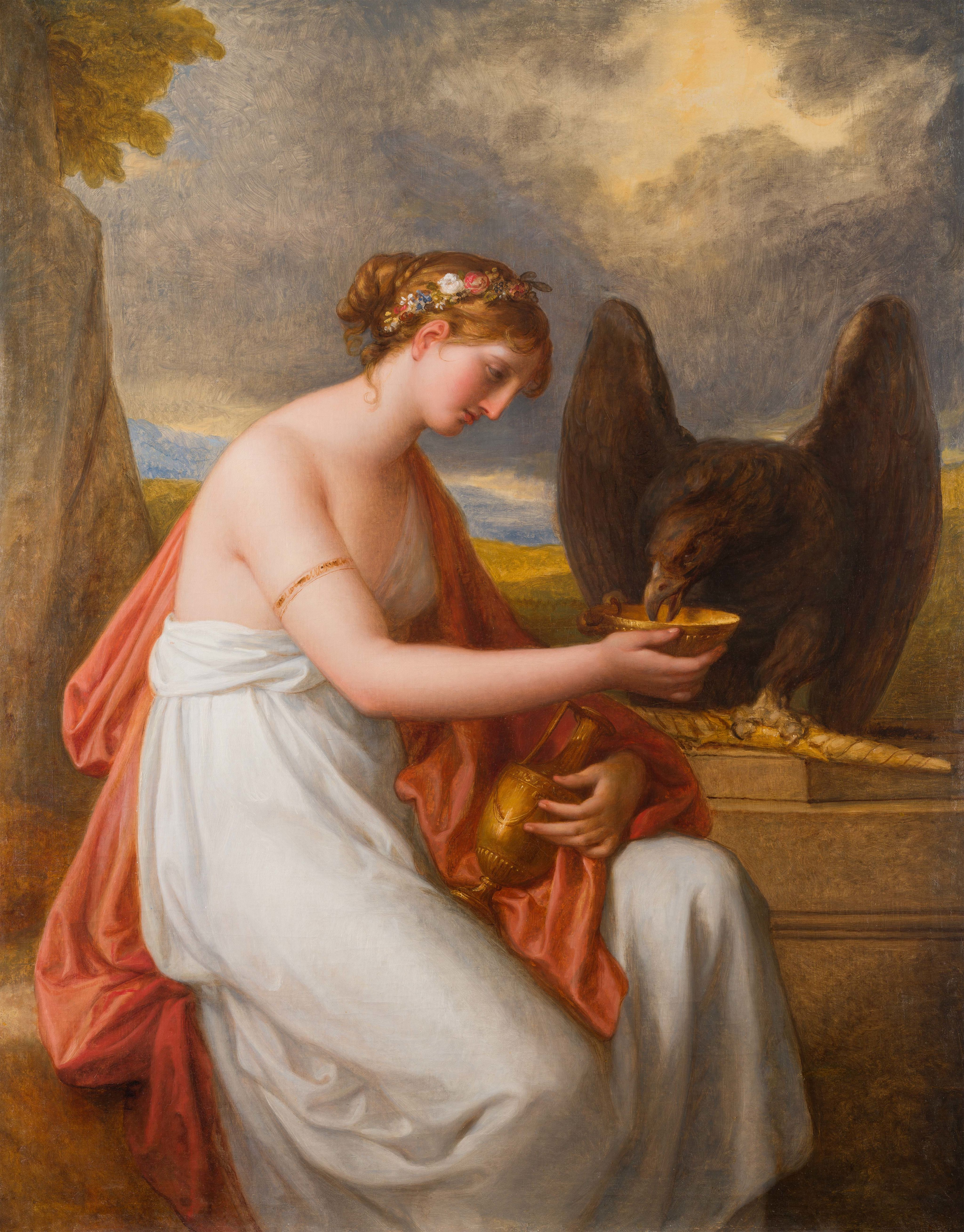
アンゲリカ・カウフマン『ユピテルの鷲に餌を与えるヘベ』（19世紀） ロースガルテン美術館（英語版）所蔵
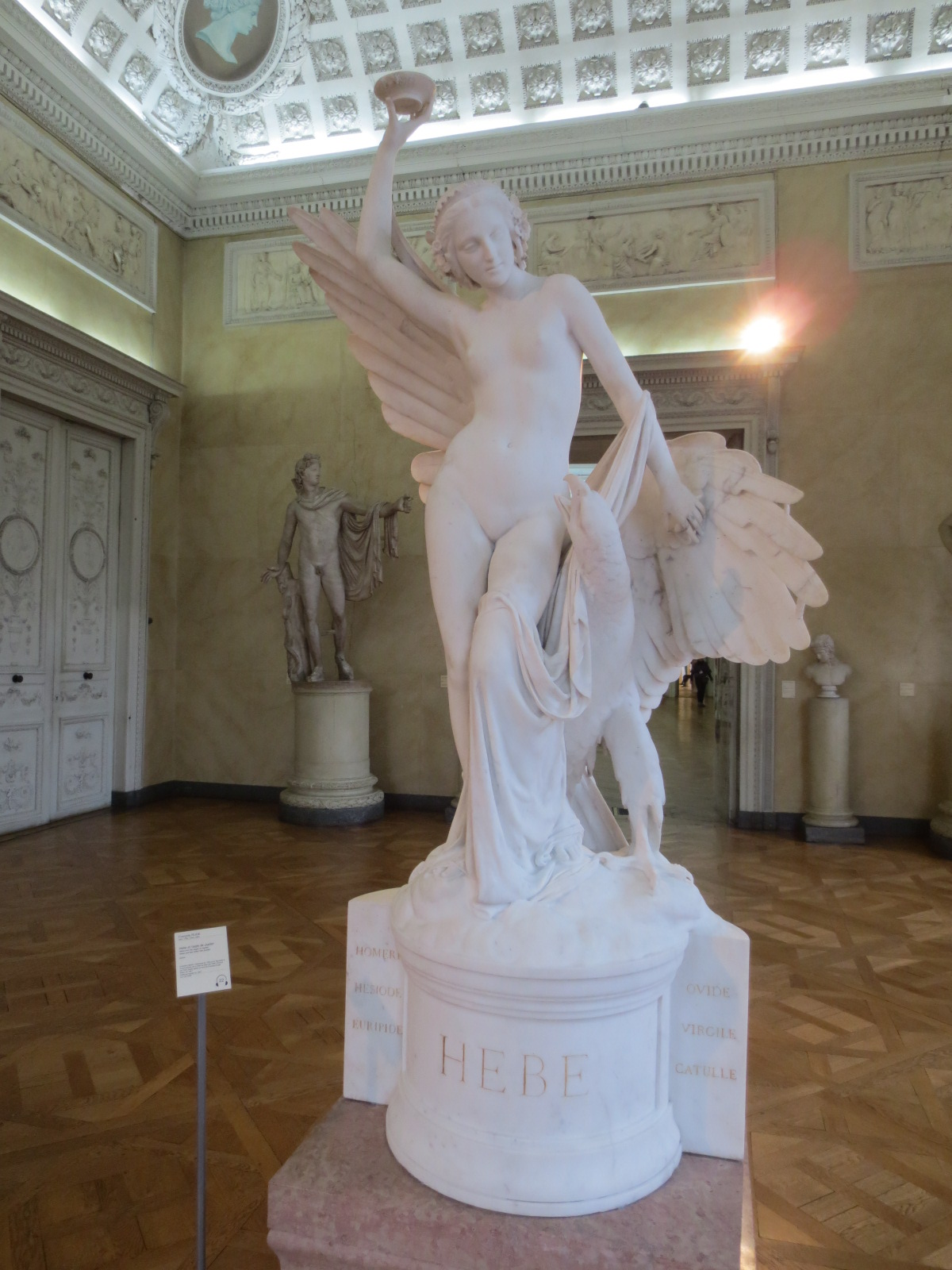
1852-1857年にフランソワ・リュードによって彫られたヘーベー像 ディジョン美術館所蔵